# 祭nine.
祭nine.（日语：／ Matsuri Nain）是日本的前男孩团体，隶属于财富娱乐。他们自称是“娱乐组合”，但通常还是认为他们是歌手组合及男性偶像团体。
祭nine.是从名古屋地方偶像BOYS AND MEN的兄弟组合BOYS AND MEN研究生中选拔出来而结成的，目前他们的定位也是BOYS AND MEN的兄弟组合。组合于2017年3月结成，最初为7名成员；同年8月，他们发行了自己的首张单曲CD。在经历了2020年的两次减员，與2021年一次减员后，组合目前还有4名成员。同时也从2020年下半年开始，祭nine.的唱片合约从帝蓄娱乐旗下的厂牌帝国唱片转至日本环球音乐。2022年，正式對外發布將解散的通知。

## 前组合成员
| 成员姓名   | 成员姓名           | 出生年月       | 出身地 | 代表色 | 备注                                                                              |
| 中文名     | 日文原名           | 出生年月       | 出身地 | 代表色 | 备注                                                                              |
| ---------- | ------------------ | -------------- | ------ | ------ | --------------------------------------------------------------------------------- |
| 寺坂赖我   | ／ Terasaka Raiga  | 1999年12月26日 | 岐阜县 | 红     | 组合队长。 2021年參演超人力霸王特利卡，飾演超人力霸王特利卡的人間體真中劍悟。     |
| 野野田奏   | ／ Nonoda Kanade   | 2000年1月12日  | 岐阜县 | 黄     | 父亲是萨克斯风演奏家野野田万照。                                                  |
| 横山统威   | ／ Yoyoyama Toui   | 2000年12月13日 | 东京都 | 绿     | “BOYS AND MEN东京”出身。                                                          |
| 神田陆人   | ／ Kanda Rikuto    | 1997年11月10日 | 岐阜县 | 粉     | 姐姐是清洁组合 名古屋CLEAR'S前成员神田里保。                                      |
| 清水天規   | ／ Tenki Shimizu   | 1997年8月25日  | 三重県 | 紫     | 2020年6月30日退出，現名TENKI                                                      |
| 浦上拓也   | ／ Takuya Urakami  | 1999年9月6日   | 京都府 | 白     | BOYS AND MEN研究生出身，2020年12月31日退出，退出後改名七星うらに，01familia所属。 |
| 高崎壽希也 | ／ Takasaki Sukiya | 2000年11月1日  | 愛知縣 | 青     | 2021年6月1日退出，脱退後轉移「office revolver」所属。                             |

### 脚注
1. ↑  不仅加入了高桥真梨子的热带JAZZ乐团（日语：熱帯JAZZ楽団），同时还是一位独奏音乐家[2][3]。

### 出典
1. 1 2  . 「祭nine.」オフィシャルサイト.   [2021-03-17]. （原始内容存档于2020-12-02）.
2. ↑  . ALSOJ ONLINE.   [2021-03-17]. （原始内容存档于2017-10-03）.
3. ↑  . mantell.jp.   [2021-03-17]. （原始内容存档于2016-02-02）.
4. ↑  . Ameblo.   [2021-03-17].